# 保羅·里普克
保羅·里普克（德語：Paul Ripke，1981年2月10日—）是一名德國音樂錄影帶導演、時裝及體育運動攝影師，他的攝影作品對象以運動員、名人及模特兒為主。

## 早年生活
里普克生於德国巴登-符腾堡海德堡，父親為一名醫生及業餘攝影師，母親曾在奧托·席利的律師事務所工作。里普克曾在大學就讀企業經濟學，不過並未完成學業，在父親的支持下開始自學攝影。

## 職業生涯
里普克於2002年為德國嘻哈音樂雜誌《Backspin》拍攝一系列音樂家照片，展開他的職業生涯。他曾為德國龐克搖滾樂團死褲子樂隊於2012至2013年的巡迴演唱會《Krach der Republik》紀錄攝影，也曾執導該團的《Das ist der Moment》音樂錄影帶。此外，他多次與德國嘻哈歌手Marteria合作，亦擔任一级方程式赛车車手尼科·罗斯伯格及路易斯·咸美頓錦標賽賽季期間的攝影師。2014年，他在里約熱內盧馬拉簡拿運動場參與了德國國家足球隊贏得國際足總世界盃冠軍的過程，產出一系列著名攝影作品。自2015年以來，他與幾名國際攝影師合作出版《Hedonist Post》季刊雜誌。2018年9月，里普克執導Marteria的《Live Im Ostseestadion》演唱會電影現場製作。2019年3月，德國歌手萊娜·邁爾-蘭德魯特發布由里普克執導拍攝的 《Don't Lie to Me》音樂錄影帶。

## 著作

### 書籍
- One Night in Rio. Hamburg 2014 ISBN 978-3-8419-0348-8
- Ring der Nebelungen. Berlin 2015.
- Die Toten Hosen – Bitte lächeln, von San Telmo bis Leipzig. Düsseldorf 2015.

### 雜誌
- 2015年起：The Hedonist Post[13]（季刊）

### Podcast
- 2017年起：Alle Wege Führen Nach Ruhm, with Joko Winterscheidt（英语：Joko Winterscheidt）[14]

## 外部連結
- 保羅·里普克在互联网电影资料库（IMDb）上的資料（英文）
- 官方网站